# Улица Сколас (Рига)
Улица Ско́лас (латыш. Skolas iela — Школьная) — улица в Центральном районе Риги. Пролегает в северо-восточном направлении, параллельно улице Кришьяня Валдемара, от улицы Элизабетес до улицы Бруниниеку. Общая длина улицы — 742 метра.
На всём протяжении улица покрыта асфальтом. Движение по улице одностороннее (в направлении от ул. Бруниниеку к ул. Элизабетес). Общественный транспорт по улице не курсирует.

## История
Улица Сколас (нем. Schulenstrasse, рус. Школьная) — одна из старейших улиц рижских предместий, впервые показана на карте 1754 года. Свою нынешнюю трассу получила при спрямлении улиц после пожара 1812 года.
Во время немецкой оккупации, в 1942 году, была переименована в улицу Карла Эрнста фон Бэра — в честь российского учёного немецкого происхождения (1792—1876), уроженца Лифляндской губернии. В 1944 году было восстановлено название Школьная. С 1971 по 1990 год улица носила имя латышского советского писателя и государственного деятеля Андрея Упита.

## Застройка

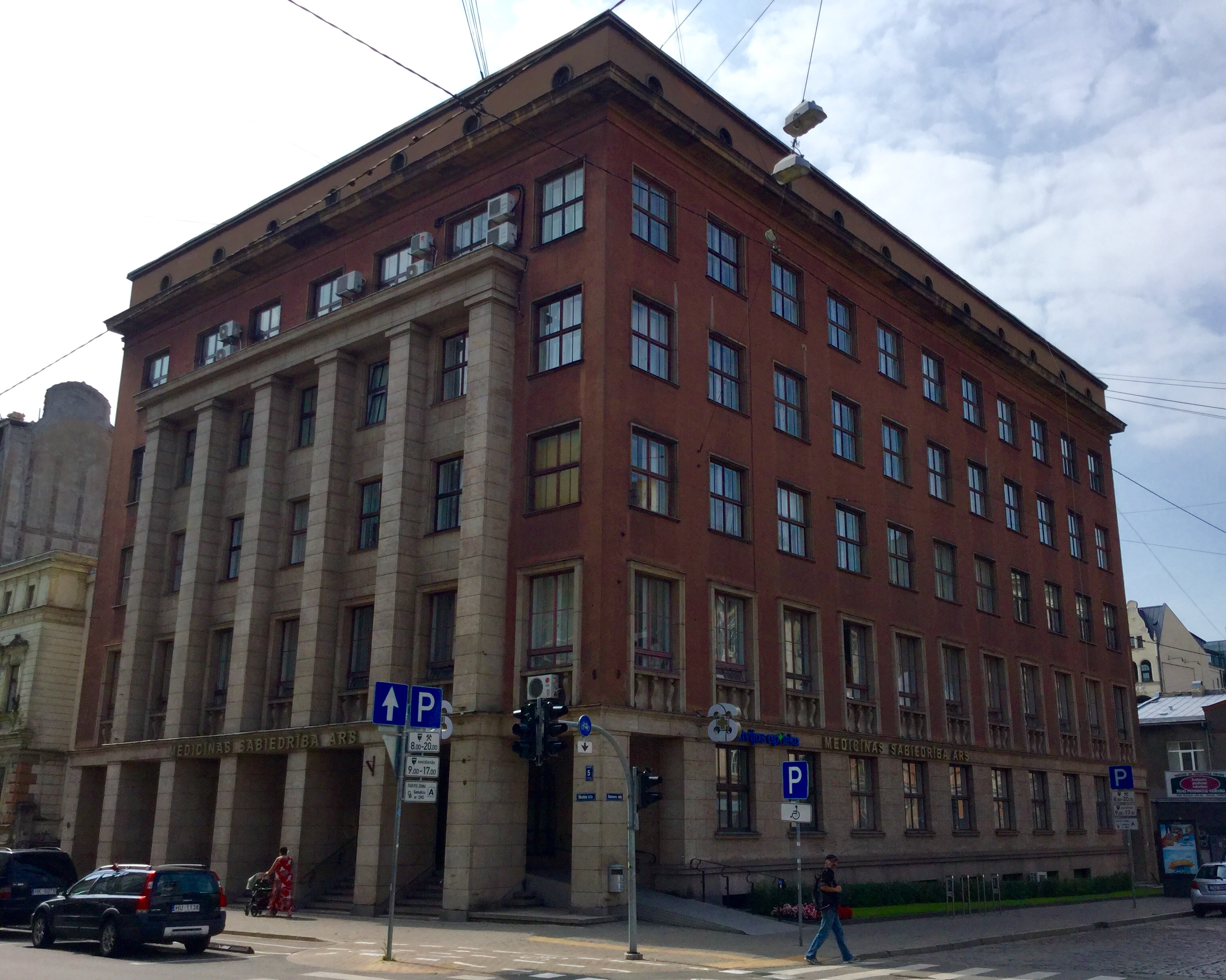
Медицинский центр ARS

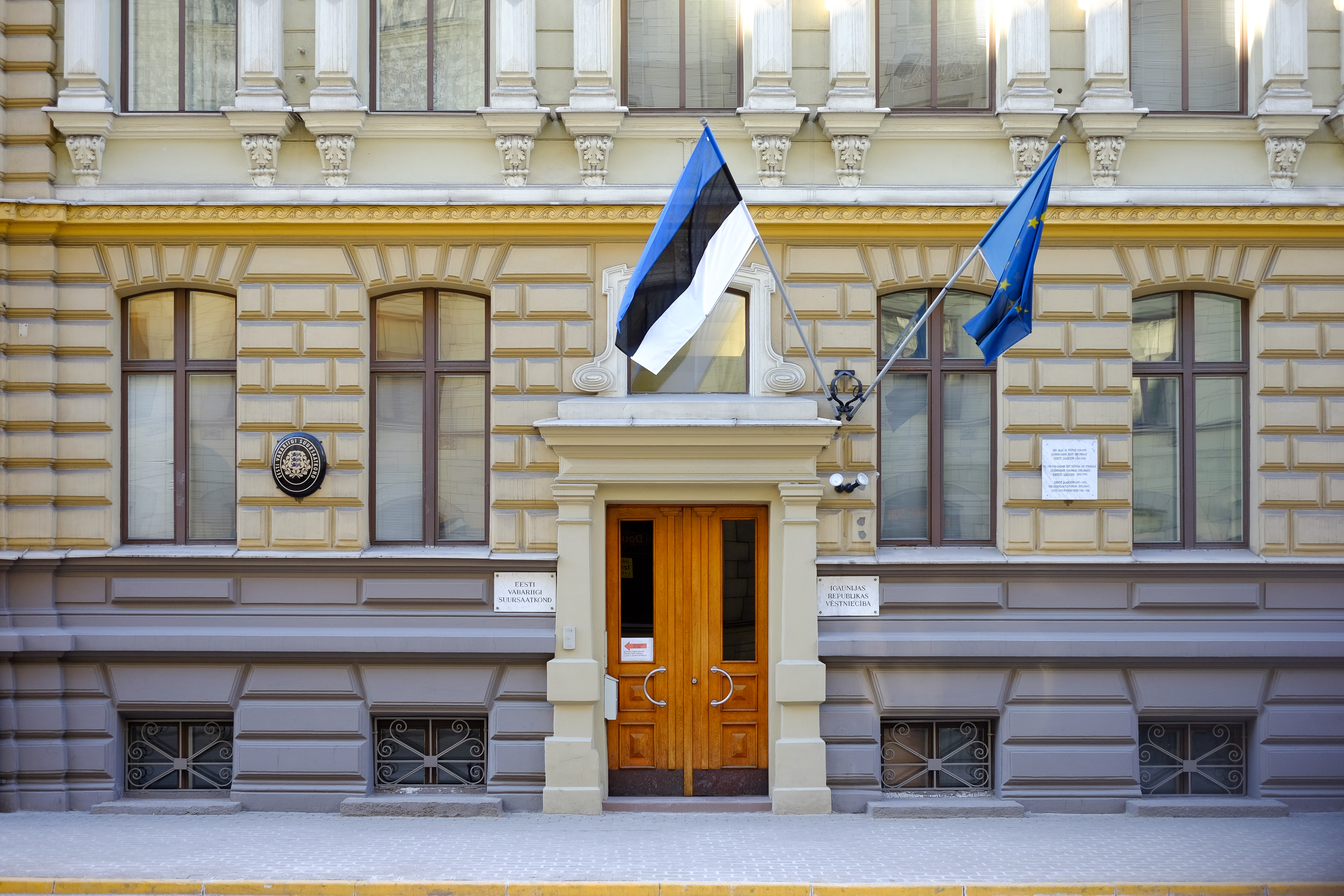
Посольство Эстонии

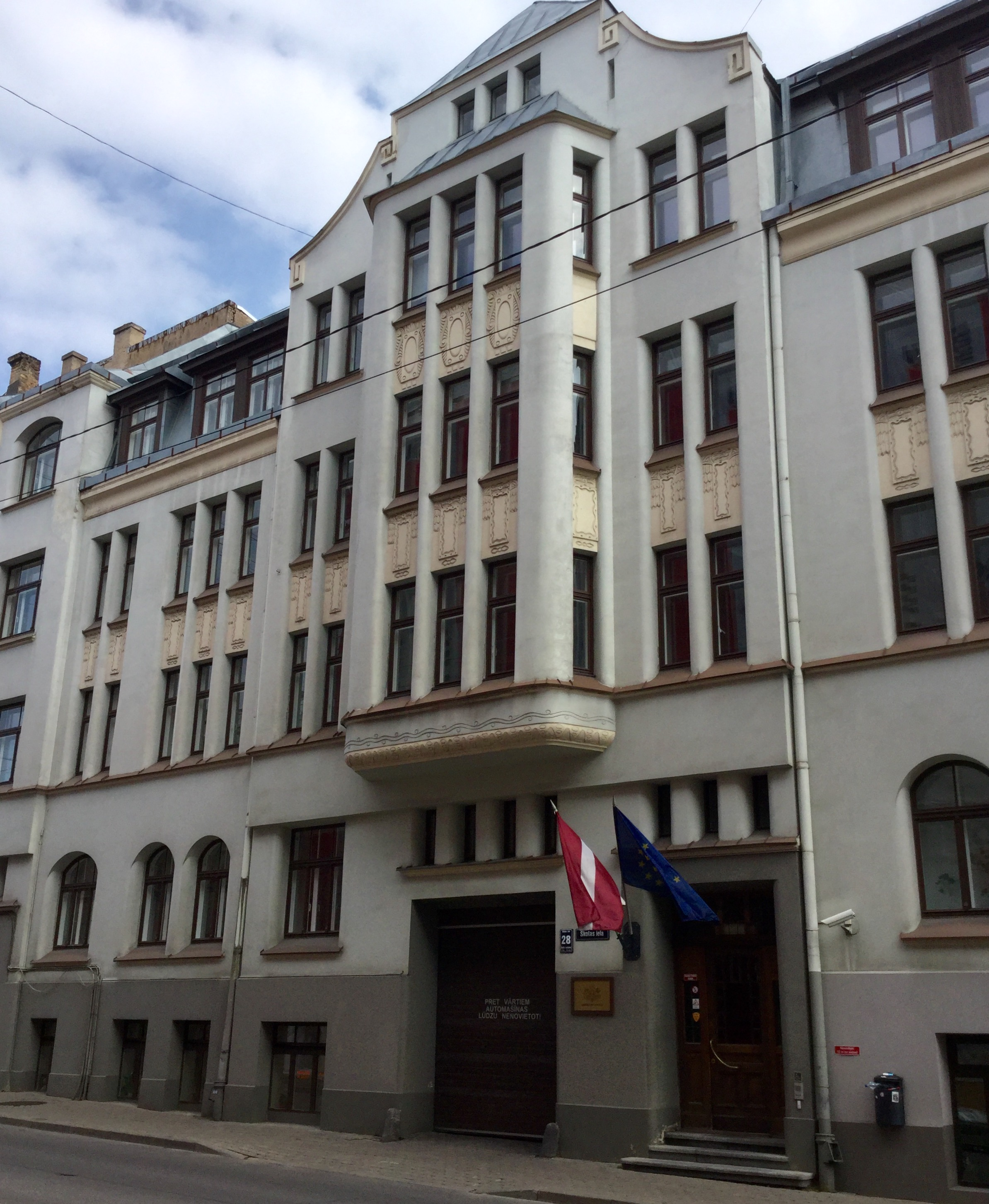
Дом 28

Существующая застройка улицы сложилась преимущественно в 1901—1913 годах. 19 зданий на улице Сколас являются памятниками архитектуры местного значения.
- Дом 1 — построен в 1889 году как частный дом по проекту архитектора Йоханнеса Коха. В 1921—1940 годах здесь располагался Латвийский Красный Крест, ныне здание принадлежит Министерству обороны Латвии.
- Дом 2 — бывший кинотеатр «Пиониерис», ныне клуб «El Divino».
- Дом 3 — построен в 1905 году, ранее отдел латышской литературы Рижской городской библиотеки, ныне здание Общества врачей Латвии.
- Дом 4 — здесь до войны проживала семья Якова Петровича Крупникова, отца историка Петра Крупникова[5].
- Дом 5 — построен в 1937 году по проекту архитектора А. Клинклавса[латыш.], ныне медицинский центр «ARS».
- Дом 6 — построен в 1913—1914 годах как доходный дом по проекту архитектора П. Мандельштама и инженера Э. фон Тромповского; бывшее здание Еврейского общества с клубом и театром, позднее — Дом политпросвещения Латвийской ССР, Университет марксизма-ленинизма при ЦК КП Латвии, ныне культурный центр Рижской еврейской общины, музей «Евреи в Латвии».
- Дом 9 — построен в 1894 году как доходный дом по проекту Константина Пекшенса. В 1932—1943 годах здесь проживал актёр и режиссёр Алексис Миерлаукс.
- Дом 11 — построен в 1912 году, бывшее здание Немецкой классической гимназии, затем студенческая поликлиника, ныне гостиница «Art Hotel Laine». По состоянию на 60-е годы XX века здесь располагалось Музыкальное училище имени Язепа Медыня[6].
- Дом 12а — построен в 1908 году по проекту инженера Э. Буша[7], здесь проживал депутат Верховного Совета Латвийской Республики, автор ряда законов, адвокат Андрис Грутупс.
- Дом 13 — построен в 1901 году, ныне посольство Эстонии в Латвии.
- Дом 15 — построен по проекту архитектора Рудольфа Генриха Цирквица, здесь располагалась музыкальная школа имени Язепа Медыня, ныне — культурный центр.
- Дом 18 — ранее принадлежал Андрею Лиепе, деду Мариса Лиепы. На втором этаже в течение долгих лет жила его тётя Эдите Розите[8].
- Дом 20 — построен в 1913 году как доходный дом по проекту архитектора Эдгара фон Ирмера. В настоящее время — гостиница «Riga Lux Apartments — Skolas».
- Дом 28 — построен в 1910 году, ранее Министерство труда Латвии, затем министерство здравоохранения Латвийской ССР, ныне здание министерства благосостояния Латвийской Республики.
- Дом 32 — построен в 1904 году как доходный дом по проекту Константина Пекшенса. С 1922 по 1940 год здесь размещалась Рижская государственная образцовая школа, затем 12-я средняя школа, с 1991 — Рижская школа им. Гердера (в 2014 объединена с Русской средней школой и переведена в её здание в Гризинькалнсе по ул. Лауку, 9).
- Дом 36а — жил Михаил Барышников[9]

## Прилегающие улицы
Улица Сколас пересекается со следующими улицами:
- улица Элизабетес (Т-образный перекресток)
- улица Дзирнаву
- улица Лачплеша
- улица Гертрудес
- улица Стабу
- улица Бруниниеку (Т-образный перекресток)